# Diplazon luzonensis
Diplazon luzonensis är en stekelart som beskrevs av Baltazar 1955. Diplazon luzonensis ingår i släktet Diplazon och familjen brokparasitsteklar. Inga underarter finns listade i Catalogue of Life.